# BBIBP-CorV
La BBIBP-CorV és una de les dues vacunes contra la COVID-19 de virus inactivats que desenvolupa Sinopharm. A desembre de 2020, es troba en proves de fase III a l'Argentina, Bahrain, Egipte, Marroc, Pakistan, Perú i els Emirats Àrabs Units (EAU) amb més de 60.000 participants. Al novembre, a gairebé un milió de persones se'ls havia administrat la vacuna mitjançant el programa d'ús d'emergència de la Xina. Al desembre, gairebé 100.000 persones als Emirats Àrabs Units també havien rebut la vacuna.
El 9 de desembre, els Emirats Àrabs Units van anunciar el registre oficial de BBICP-CorV després que una anàlisi provisional dels assaigs de fase III va demostrar que BBIBP-CorV tenia una eficàcia del 86% contra la infecció per COVID-19. Tant Bahrain com els Emirats Àrabs Units van aprovar la vacuna per al seu ús. El 12 de desembre, Perú va suspendre els assaigs per a la vacuna de Sinopharm per investigar un esdeveniment advers que va ocórrer amb un dels voluntaris abans de reprendre els assaigs el 16 de desembre.
BBIBP-CorV utilitza una tecnologia similar a CoronaVac o BBV152, i a altres vacunes contra virus inactivats per al COVID-19 que es desenvolupen en assajos de fase III.

## Assajos
De fase I-II amb 320 participants: Anticossos neutralitzadors el dia 14 després de 2 injeccions A Xin, d'Abril 2020 – Juny 2020.
De fase III amb 48.000 participants: Aleatori, doble cec, controlat amb placebo en paral·lel, per avaluar l'eficàcia de seguretat i protecció.
L'anàlisi interna de Sinopharm va indicar una eficàcia del 79%.
EAU, Bahrain, Jordània, Argentina, Marroc, Perú.
Jul 2020 – Jul 2021.

## Autoritzacions
Autorització plena
     Autorització d'emergència
     Permesa per viatjar
     Destinatari apte per a COVAX
Plena (4)
1. Bahrain[15]
2. EAU[16][17][18]
3. Seychelles[19]
4. Xina[20]

Emergència (111)
1. Afganistan[21]
2. Algèria[22]
3. Angola[23]
4. Argentina[24]
5. Armènia[25]
6. Bangladesh[26]
7. Bhutan[27]
8. Belarús[28]
9. Bolívia[29]
10. Bòsnia i Hercegovina[30]
11. Brasil[31]
12. Brunei[32]
13. Burkina Faso[25]
14. Burundi[25]
15. Cambodja[33]
16. Camerun[34]
17. Cap Verd[25]
18. Comores[34]
19. Congo[34]
20. Corea del Nord[35]
21. Costa d'Ivori[25]
22. Cuba[36]
23. Djibouti[34]
24. República Dominicana[37]
25. Egipte[38]
26. Etiòpia[39]
27. Filipines[40]
28. Gabon[41]
29. Gàmbia[25]
30. Geòrgia[42]
31. Guinea[25]
32. Guinea Bissau[34]
33. Guinea Equatorial[43]
34. Hongria[44][45]
35. Iemen[34]
36. Illes Salomó[46]
37. Indonèsia[47]
38. Iran[48]
39. Iraq[49]
40. Jordània[50]
41. Kazakhstan[51]
42. Kenya[52]
43. Kirguizstan[53]
44. Kiribati[25]
45. Kuwait[34]
46. Laos[54]
47. Lesotho[25]
48. Líban[55]
49. Líbia[56]
50. Macedònia del Nord[57]
51. Malàisia[58]
52. Madagascar[25]
53. Malawi[59]
54. Maldives[60]
55. Marroc[61]
56. Maurici[34]
57. Mauritània[62]
58. Mèxic[63]
59. Moçambic[64]
60. Moldàvia[65]
61. Mongòlia[66]
62. Montenegro[67]
63. Myanmar[68]
64. Namíbia[69]
65. Nepal[70]
66. Nicaragua[71]
67. Níger[72]
68. Nigèria[73]
69. Oman[34]
70. Pakistan[74]
71. Palestina[75]
72. Papua Nova Guinea[76]
73. Paraguai[25]
74. Perú[77]
75. Portugal[34]
76. Qatar[34]
77. Ruanda[78]
78. El Salvador[25]
79. Senegal[79]
80. Sèrbia[80]
81. Sierra Leona[81]
82. Singapur[82]
83. Síria[25]
84. Somàlia[83]
85. Sri Lanka[84]
86. Sudan[85][86]
87. Sudan del Sud[87]
88. Tailàndia[88]
89. Tanzània[25]
90. Tunísia[89]
91. Turkmenistan[90]
92. Txad[91]
93. Vanuatu[92]
94. Veneçuela[93]
95. Vietnam[94]
96. Zàmbia[95]
97. Zimbàbue[96]
Agència de Salut Pública del Carib:[97]
Anguilla
98. Antigua i Barbuda
Aruba
99. Bahames
100. Barbados
101. Belize
Bermudes
Bonaire
Illes Verges Britàniques
Illes Caiman
Curaçao
102. Dominica
103. Grenada
104. Guyana
105. Haití
106. Jamaica
Montserrat
Saba
107. Saint Kitts i Nevis
108. Saint Lucia
109. Saint Vincent i les Grenadines
Sint Maarten
Sint Eustatius
110. Surinam
111. Trinidad i Tobago
Illes Turks i Caicos
Altres entitats:
Macau[98]
OMS[99][100]

## Emmagatzematge
A 2-8 °C.

## Administració
En 2 dosis separades per 3-4 setmanes.